# Рекомбінантна ДНК

Плазмідна рекомбінантна ДНК.

Рекомбінантна ДНК — штучно створені молекули ДНК за допомогою методів генетичної рекомбінації, які поєднують генетичний матеріал різного походження. На відміну від природньої рекомбінації генетичного матеріалу, рекомбінантні ДНК створюються за допомогою низки лабораторних методів в генетичній інженерії та біотехнології.
Клонування послідовностей полягає у збільшенні їхньої кількості за посередництва бактеріальних чи інших клітин, у яких може розмножуватися ДНК-вектор. У клітині-хазяїні утворюються ідентичні копії вектора зі вставленим у нього фрагментом ДНК. Під час поділу клітин рекомбінантні молекули ДНК передаються до нащадків цієї клітини. З часом утворюються колонії бактерій, які складаються з ідентичних клонів вихідної клітини, кожен з яких має одну або більшу кількість копій рекомбінантної ДНК. Цільовий фрагмент ДНК, часто це ген, у складі молекули рекомбінантної ДНК називають клонованим. Унаслідок експресії рекомбінантної ДНК, можуть синтезуватися рекомбінантні білки або молекули РНК.
Поєднання молекул ДНК з різних організмів можливе через їх однакову хімічну природу, хоча такі молекули різняться за нуклеотидними послідовностями, через що рекомбінантну ДНК також називають химерною.

## Історія
Технологія рекомбінантної ДНК, новаторська інновація, розроблена на початку 1970-х років, Полом Бергом з колегами, стала монументальним кроком вперед у генетичних маніпуляціях. Цей новаторський метод здійснив революцію в біології, дозволивши вченим маніпулювати молекулами ДНК поза межами природного середовища клітини, а Пол Берг згодом розділив Нобелівську премію з хімії 1980 року разом з дослідниками технології секвенування геному. За своєю суттю технологія рекомбінантної ДНК передбачає вирізання та зшивання послідовностей ДНК з різних джерел. 
Цей прорив дозволив вченим вставити чужорідну ДНК в організми господаря, що призвело до створення генетично модифікованих організмів (ГМО), що було описано в науковій статті 1973 року Стенлі Н. Коеном і Гербертом Боєром та колегами зі Стенфордського університету та Каліфорнійського університету в Сан-Франциско. Коен і Боєр досягли цього шляхом ідентифікації та виділення специфічних послідовностей ДНК за допомогою рестрикційних ферментів, які діють як молекулярні ножиці, здатні розщеплювати ДНК у точних місцях. Потім вони використали ДНК-лігазу, фермент, який полегшує з’єднання фрагментів ДНК, щоб з’єднати ці послідовності разом, утворюючи рекомбінантні молекули ДНК. Здатність передавати гени між різними видами відкрила сферу можливостей, уможливлюючи введення бажаних ознак в організми або модифікацію існуючих генетичних характеристик.
У 1975 році на «Асиломарській конференції» обговорювалося регулювання та безпечне використання технології рекомбінантних ДНК. Однак з середини 80-х років минулого століття поступово зростає кількість продуктів, створених за допомогою рДНК.

## Інструменти та етапи створення рекомбінантної ДНК
Для утворення рДНК потрібні ферменти - ендонуклеази рестрикції, лігази.
Ендонуклеази - це ферменти, які розщеплюють молекулу ДНК у специфічних послідовностях або поблизу них, котрі складаються з чотирьох-восьми пар основ. Ендонуклеази у організмах бактерій є природним явищем (для захисту від проникнення чужинної ДНК, наприклад вірусу), яке використовують у лабораторній техніці . Багато нуклеаз непридатні для використання у біотехнології, оскільки розщеплюють молекули ДНК випадковим чином, як результат – утворюється набір фрагментів різного розміру. Тому послуговуються ферментами, які зв’язуються з відомими сайтами на ДНК, бажано щоб вони були унікальними, що сприятиме утворенню меншої кількості фрагментів .
Багато рестрикційних ендонуклеаз роблять простий дволанцюговий розріз в середині послідовності розпізнавання, що призводить до утворення тупого кінця або липкого (когезивного), який містить короткі одноланцюгові виступи на кожному кінці молекули. У останньому випадку за рахунок комплементарності, кінці розрізаної молекули ДНК можуть об'єднуватись між собою. Ендонуклеази рестрикції з різними послідовностями розпізнавання можуть утворювати однакові липкі кінці. Наприклад, BamHI (послідовність розпізнавання GGATCC) і BglII (AGATCT) створюють липкі кінці GATC . 
Результат дії рестриктаз на молекули ДНК можна перевірити, провівши електрофорез у агарозному гелі. Для визначення розміру фрагментів використовують маркер мас.
Лігазами для генетичної інженерії послуговуються, щоб відновити розриви, які виникли в одному з ланцюгів дволанцюгової молекули та з'єднати разом окремі молекули ДНК або кінці однієї молекули шляхом створення двох фосфодиефірних зв'язків (по одному на кожен ланцюг) .

### Етапи створення рДНК
1. Відбір цільової послідовності, плазміди, ферментів.
2. Розщеплення відібраної молекули ДНК та плазміди ендонуклеазами рестрикції.
3. Лігування фрагменту ДНК та плазміди ДНК-лігазами, як наслідок утворюється векторна молекула. Крім послідовності інтересу вектор має містити гени, які б забезпечували відбір клітин, які містять вектор зі вставленою цільовою послідовністю.
4. Введення вектора у бактеріальну клітину, в якій відбуватиметься ампліфікація послідовності у складі вектора сумісно з поділами клітин.
5. Відбір мікроорганізмів з рекомбінантними вектором з геном інтересу .

## Експресія ДНК
У бактеріях чи інших організмах, в яких відбувалася ампліфікація вектора з послідовністю інтересу, експерсія рДНК може відбуватися або ні. У випадку експресії можна отримувати транскрипти з цієї послідовності та рекомбінантні білки. До складу плазмід експерсії входять реплікони, промотори, селективні маркери, множинні сайти клонування, послідовності видалення злитого (рекомбінантного білка). Реплікон складається з одного сайту початку реплікації та пов’язаних з ним cis-діючих елементів. Слід підбирати копійність плазміди, оскільки збільшення кількості плазмід сприятиме зростанню концентрації білка в клітині, що може викликати метаболічне навантаження, яке зменшуватиме швидкість росту бактерій, збільшуватиме нестабільність плазмід. Найбільш поширеними промоторами є lac промотор, промотор фагу Т7. Промотори підбирають залежно від сили та його регулювання. Селективними маркерами є переважно гени антибіотиків (ампіциліну, канаміцину, тетрацикліну та ін.), які використовують для відбору трансформованих клітин. Крім того, додають послідовності, які забезпечували б: 
1) виявлення гена за його експресією з подальшим очищенням; 
2) досягненням розчинності; 
3) очищення від компонентів клітини-господаря та культурального середовища. 
Ці три пункти можна забезпечити шляхом наявності амінокислотної послідовності (пептидної мітки) або великого поліпептиду (партнера злиття) у тандемі з білком-інтересу, у такому випадку утворюється химерний білок . Можуть додаватися послідовності, які спрямовуватимуть білок у певне місце (клітинний компартмент або позаклітинне середовище), сприятимуть (для уникнення деградації ферментними системами клітини-господаря) .

## Відбір організмів, які містять рекомбінантну ДНК
Переважно організми, які містять рДНК мають нормальний фенотип, тобто їх морфологія, метаболізм не змінилися, порівняно з організмами без такої ДНК. Щоб визначити наявність рекомбінантних послідовностей зазвичай використовують метод полімеразної ланцюгової реакції (ПЛР). Якщо ген інтересу експресується у складі вектору, то можна виявити РНК та/або білки за допомогою реакції зворотньої транскрипції (Reverse transcription polymerase chain reaction, RT-PCR) або шляхом вестерн-гібридизації . У деяких випадках можуть спостерігатися значні зміни фенотипу, що не є нормою. Однак якщо обраний ген, продукт якого здатний генерувати біологічну активність в організмі господаря, то це можлива ситуація. Прикладами є токсичність рекомбінантного білка для організму господаря, особливо якщо він надмірно експресується або експресується в невідповідних клітинах або тканинах у випадку багатоклітинних організмів-господарів.
У деяких випадках рекомбінантна ДНК може мати шкідливий вплив, навіть якщо вона не експресується. Одним із механізмів, за допомогою якого це відбувається, є інсерційна інактивація, за якої рДНК вставляється в ген клітини-господаря. У деяких випадках дослідники використовують це явище, щоб "нокаутувати" гени ("knock out") та визначити їхню біологічну функцію. Інший механізм, за допомогою якого вставка рДНК у хромосому може впливати на експресію генів – активація раніше мовчазних генів клітини-господаря. Це може статися, наприклад, коли фрагмент рДНК з активним промотором розташовується поруч із раніше неактивним геном клітини-господаря, або коли хазяйський ген, функціональність якого пригнічує експресію іншого гена, піддається інсерційній інактивації рекомбінантною ДНК.

## Застосування технології рекомбінантної ДНК
рДНК широко використовується у дослідженнях, біотехнології та медицині, ветеринарії, сільському господарстві, біоінженерії, для отримання комерційних продуктів для людини та тварин, отримання самих тварин. Наприклад, GloFish є зарестрованим торговим брендом, який продає генетично модифікованих акваріумних рибок, які здатні до флуоресценції . Рекомбінантна ДНК використовується для ідентифікації, картування та секвенування генів, а також для визначення їхньої функції. рДНК використовують як зонди для вивчення експресії генів в окремих клітинах, тканинах цілих організмів. Рекомбінантні білки широко використовуються у експериментах, для створення антитіл, які слугуватимуть зондами у дослідженнях синтезу білка в клітинах і організмах .
| Рекомбінантний білок               | Характеристика |
| Хімозин                            | - фермент, який синтезується у сичузі ВРХ. Традиційно отримують із шлункового соку телят, яких годували молоком; - потрібен для виробництва сирів; - перший генетично модифікований білок, який використовують у комерційних цілях; - у біотехнологічному виробництві для продукування хімозину використовують непатогенний штам К-21 E. coli. Синтезований рекомбінантний білок структурно подібний природному ферменту. Такий спосіб дозволяє здешевити виробництво та отримувати у значно більших кількостях білок; - близько 60% твердого сиру в США виготовляють з використанням генно-інженерного хімозину; - у 1990 році FDA присвоїло хімозину статус «визнаного загалом безпечним» (GRAS) на основі даних, які показують, що фермент безпечний . |
| Інсулін людини                     | - традиційно отримують з підшлункової залози свині та ВРХ; - використовують для лікування інсулінозалежного діабету; - рекомбінантний - синтезують шляхом введення гена людського інсуліну в E. coli або дріжджі (Saccharomyces cerevisiae) . |
| Гормон росту людини (соматотропін) | - призначається пацієнтам, у яких гіпофіз виробляє недостатню кількість соматотропіну для підтримки нормального росту та розвитку; - до створення технології рекомбінантного білка, гормон отримували з гіпофізів трупів, що провокувало у пацієнтів розвиток хвороби Кройтцфельда-Якоба; - препарат використовують у терапевтичних цілях, однак, можливе зловживання . |
| Фактор згортання крові VIII        | - призначають пацієнтам з гемофілією, які не здатні виробляти фактор VIII у достатніх кількостях для підтримки нормального згортання крові ; - традиційна техніка вироблення – використання людської крові від донорів. Недолік такого підходу – ризик передачі інфекційних захворювань, які передаються через кров (ВІЛ, гепатит В). DrugBank entry. |
| Вакцина проти гепатиту В           | - містить поверхневий антиген вірусу гепатиту В, який виробляється в дріжджових клітинах; - розробка рекомбінантної субодиничної вакцини є важливою, оскільки вірус не можна культивувати in vitro. . |
| Діагностика ВІЛ-інфекції           | 1. Тест на антитіла (ELISA або вестерн-блот) – використовується рекомбінантний білок ВІЛ для визначення наявності антитіл, які організм виробляє у відповідь на ВІЛ-інфекцію. 2. ДНК-тест – послуговуються полімеразною ланцюговою реакцією зі зворотньою транскрипцією. Розробка такого тесту стала можливою завдяки аналізу послідовностей геномів ВІЛ та молекулярне клонування. Сторінка тестування на ВІЛ від Центру контролю захворювань США (CDC) . |
| Золотий рис                        | - сорт рису, створений для експресії ферментів, відповідальних за біосинтез β-каротину; - перспективний через можливе зменшення випадків дефіциту вітаміну А у світі; - наразі не використовується через вирішення питань регулювання інтелектуальної власності . |
| Стійкі до гербіцидів культури      | - розроблено комерційні сорти важливих сільськогосподарських культур (сої, кукурудзи, сорго, ріпаку, люцерни та бавовнику) з рекомбінантним геном, який забезпечує стійкість до гербіциду гліфосату (торгова назва Раундап), які використовуються у комерційних цілях; - спрощення боротьби з бур’янами за допомогою гліфосату . |
| Культури, стійкі до комах          | - для боротьби з комахами використовують Bacillus thuringeiensis, які виробляють (Bt-токсин) з інсектицидними властивостями ; - така технологія широко використовується у сільському господарстві та садівництві; - проблеми з впливом (чи його відсутністю) на навколишнє середовище остаточно не вирішені . |